# Émile Louis
Pour les articles homonymes, voir Louis.
Émile Louis, dit « le boucher de l'Yonne », né le 26 janvier 1934 à Auxerre (Yonne) et mort en prison le 20 octobre 2013 à Vandœuvre-lès-Nancy (Meurthe-et-Moselle),, est un tueur en série français. Il est au centre de l'affaire des disparues de l'Yonne.
Il est condamné pour atteintes sexuelles sur mineures en 1983 (quatre ans de prison) et en 1989 (cinq ans de prison).
En décembre 2000, il avoue l'assassinat de sept jeunes filles handicapées disparues dans les années 1970 dans l'Yonne, mais se rétracte un mois plus tard.
En mars 2004, il est condamné à vingt ans de réclusion criminelle pour viol et torture sur son épouse et sa belle-fille.
En novembre 2004, Émile Louis est condamné par la cour d'assises de l'Yonne à la réclusion criminelle à perpétuité pour « l'affaire des disparues de l'Yonne ». Il décide d'interjeter appel. En juin 2006, la cour d'assises d'appel de Paris confirme une peine identique à celle prononcée en première instance pour cette affaire : réclusion criminelle à perpétuité avec peine de sûreté de 18 ans et dédommagement des familles des victimes. La chambre criminelle de la Cour de cassation rejette son pourvoi en septembre 2007.

## Biographie

### Enfance et jeunesse
Émile Louis né à Auxerre le 26 janvier 1934, est abandonné par sa mère dans les premiers jours de sa vie. Il est pris en charge par l'assistance publique, puis adopté par une famille d'accueil. Dans la famille d'accueil, son père adoptif est artisan maçon et fossoyeur, sa mère adoptive est autoritaire et froide. 
En 1944, à la suite de la libération de la France et pendant l'épuration, ses deux sœurs sont tondues, une expérience qui le traumatise durablement.
Élève moyen, il obtient son certificat d'études.
Ce n'est qu'à 15 ans qu'il apprend que ses parents nourriciers ne sont pas ses parents biologiques. Adolescent, il séjourne dans un centre de délinquance en Saône-et-Loire où il est violé. 
En 1952, âgé de 18 ans, il s'engage dans la Légion étrangère et participe à la guerre d'Indochine pendant deux ans. Il est affecté aux transports maritimes, ramenant tués et blessés vers les bases arrière. Il revient d'Indochine française en 1954, à la fin de la guerre, décoré de plusieurs médailles militaires.
En 1954, âgé de 20 ans, il épouse Chantal Delagneau avec qui il a deux filles, Marilyne et Manoèle, et deux fils, Fabrice et Fabien. Ils vivent à Villefargeau à 7 km à l'ouest d'Auxerre. 
Son épouse dit de lui qu'il avait une double personnalité, parfois gentil et attentionné, mais parfois méchant et cruel.
Il trouve un emploi à la base militaire de Varennes dans l'Yonne. Il habite à Seignelay à 14 km au nord d'Auxerre, commune dont il se fait élire conseiller municipal. 
Il devient chauffeur d'autocar de ramassage scolaire pour la société Les Rapides de Bourgogne où il rencontre ses sept jeunes futures victimes.
Il se sépare de son épouse en 1978 après 24 ans d'union, car « elle n'était pas portée sur le sexe », et vit avec Gilberte Binoche Lemérorel qui finit par être portée disparue.

### Délits et crimes dans l'Yonne
En 1981, alors qu'il vit à Seignelay où il est conseiller municipal, il est arrêté et condamné pour attentats à la pudeur sur des mineures de la direction départementale des affaires sanitaires et sociales (DDASS) de l'Yonne confiées à sa compagne.
La même année le 28 décembre, il est inculpé pour le meurtre de Sylviane Lesage, 23 ans, élevée par sa concubine, dont le corps est retrouvé à Rouvray (à 10 km au nord-est d'Auxerre), là où il a l'habitude d'aller à la pêche. 
Il a nié le meurtre de Sylviane Durand-Lesage et toutes les disparitions, et il a avoué avoir « des troubles du comportement sexuel l'ayant entraîné à commettre des attouchements sur mineurs ».
Le 17 mars 1983, il a été condamné par le tribunal correctionnel d'Auxerre pour atteinte à la pudeur sur mineure de 15 ans par personne ayant autorité. Il a été condamné à 5 ans de prison.
Le 24 décembre 1983, sa peine de prison a été réduite en appel à 4 ans fermes.
De 1982 à 1984, il est défendu par un ténor du barreau parisien Thierry Lévy. 
Interrogé pour savoir comment l’un des meilleurs avocats français avait atterri à Auxerre, dans ce dossier somme toute mineur, Me Thierry Lévy ne souhaita pas répondre.

#### Christian Jambert chargé de l'enquête
En 1981, le gendarme Christian Jambert a été chargé de l'enquête sur le meurtre de Sylviane Durand-Lesage, dont le corps a été retrouvé dans une grange. Au cours de son investigation, il constate que 6 jeunes filles de la DDASS, déficientes mentales légères et âgées entre 16 et 22 ans, ont disparu dans les environ d'Auxerre, entre 1975 et 1979, sans laisser de traces. C'est le début de « l'affaire des disparues de l'Yonne ». À ces 6 victimes s'ajoutera plusieurs années après une septième, Christine Marlot, dont la disparition n'avait pas été signalée au moment de l'enquête de Christian Jambert.  
Christian Jambert adresse au parquet d'Auxerre un rapport qui met en cause Émile Louis et des réseaux proxénètes sadomasochistes de l'Yonne qui exploitent les filles de la DDASS. 
En février 1984, l'affaire concernant le meurtre de Sylviane Lesage se solde par un non-lieu, malgré le rapport de  Christian Jambert (lui aussi enfant de la DDASS) qui montre les liens intimes qu'elle entretenait avec Émile Louis. De fait, ce non-lieu entraîne le classement sans suite de l'enquête sur les disparues de l'Yonne, alors que toutes étaient en relation avec le chauffeur de la DDASS. 
Le 29 mars 1984, Émile Louis est libéré, après deux ans et trois mois de détention. 
En 1984, il s'installe au Camping de Parpaillon dans le Var à Roquebrune-sur-Argens puis loue un appartement Chemin de Billette à Draguignan, toujours dans le Var, après avoir purgé une peine de quatre ans d'emprisonnement pour attouchements sur mineur. 
Il y trouve un emploi dans l'entreprise de pompes funèbres dracénoise Rossetti.
Jambert n'en démord pas : Émile Louis est lié à ces disparitions. Il n'a de cesse de le démontrer. Le procureur de la République René Meyer n'ouvre pas d'information pour manque de preuves, mais demande informellement au gendarme de poursuivre l'enquête. 
Mais, le 4 août 1997, le gendarme Jambert est retrouvé mort. Il se serait suicidé de deux balles (toutes deux mortelles, l'une dans la tête et l'autre dans la tempe) des suites d'une longue dépression, excédé de ne pas être pris au sérieux dans l'affaire Émile Louis et après avoir été contraint à une retraite anticipée. L'autopsie ne permettait pas d'exclure un assassinat.
En avril 2004, le parquet ouvre une information judiciaire contre X pour assassinat sur la base d’un premier rapport d’autopsie jugeant les deux impacts de balles peu compatibles avec un suicide.
En février 2011, un non-lieu est rendu sur la mort du gendarme Christian Jambert. « Contrairement à ce qu’avait affirmé l’expert balistique d’un premier collège d’experts, la carabine retrouvée à proximité du corps, et dont le fonctionnement avait été modifié par Christian Jambert pour que l’arme puisse tirer en rafale, était bien celle qui avait tiré deux balles dont les fragments avaient été retrouvés dans le crâne de l’ancien gendarme », explique le procureur d’Auxerre.
La famille du gendarme fait appel de cette décision qui est confirmée par la chambre d’instruction de la cour d’appel de Paris en février 2012.

#### Un ex-directeur de l'APAJH d'Auxerre impliqué
En 1989, Pierre Charrier, ex-directeur et fondateur de l'Association pour adultes et jeunes handicapés (APAJH) de l'Yonne à Auxerre est pris en flagrant délit alors qu'il agresse sexuellement une jeune fille handicapée de 22 ans. Il explique qu'il aurait ainsi permis à la jeune femme de « s'épanouir affectivement ». 
Charrier est un proche d'Émile Louis. Il est condamné à six ans de prison ferme.
De manière générale toute la vie d'Émile Louis est liée à la DDASS, devenue Aide sociale à l'enfance (ASE) : enfant de la DDASS, famille d'accueil de la DDASS, employé par des établissements sous tutelle de la DDASS, il aura fait de la protection de l'enfance son terrain de chasse.

### Rattrapé à Draguignan
Le 23 novembre 1989, Émile Louis, qui vit à Draguignan dans le Sud de la France, est condamné par le tribunal correctionnel de Draguignan à 5 ans de prison dont 1 an assorti d'un sursis avec mise à l'épreuve pendant trois ans, pour attentat à la pudeur commis avec violence sur mineurs, les enfants de ses voisins de camping.
Il est libéré le 18 avril 1992.
En avril 1992, il épouse en secondes noces Chantal Paradis à Draguignan.
Le 3 juillet 1996, l'Association de défense des handicapés de l'Yonne, fondée par Pierre Monnoir et Jeannette Beaufumé, par l'intermédiaire de son avocat Me Pierre Gonzalez de Gaspard, dépose une plainte auprès du juge d'instruction Benoît Lewandowski pour enlèvement et séquestration dans « l'affaire des disparues de l'Yonne ».
Les juges d'instruction et procureurs de la République du tribunal d’Auxerre refusent la réouverture du dossier en février 1997 pour prescription, l'affaire étant ancienne de plus de 15 ans (en droit français, avant 2017, un crime était prescrit au bout de dix ans).
Les familles de victimes décident de médiatiser fortement l'affaire en écrivant à l'émission Perdu de vue de TF1 animée par Jacques Pradel. Ce dernier (lui-même enfant de la DDASS) prend à cœur cette affaire et saisit l'occasion de faire monter son audimat en utilisant son émission pour recueillir des témoignages et jouer les journalistes d'investigation et faire bouger la Justice.
Il publie un livre Disparues de l'Yonne - la 8e victime aux éditions Michel Lafon en 2005.
Dans la soirée du 12 décembre 2000, Émile Louis est placé en garde à vue, à la gendarmerie de Draguignan. Le gendarme qui l'interroge feint que les disparitions sont prescrites, en raison de leur ancienneté, et lui brandit un papier pour confirmer que la  prescription pour ces faits est de 10 ans. Convaincu d'être relâché à l'issue de sa garde à vue, Émile Louis reconnaît avoir tué les sept disparues de l'Yonne et les avoir enterré dans un bois de Rouvray. On l'emmène sur les lieux, où il désigne sept emplacements. 
Le 14 décembre 2000, Émile Louis est mis en examen pour « enlèvements et séquestrations », puis placé en détention provisoire, à la Maison d'arrêt d'Auxerre. Contestant cette poursuite judiciaire, il se rétracte et clame son innocence, en expliquant avoir raconté n'importe quoi en pensant que les faits étaient prescrits. L'affaire est alors particulièrement complexe car les jeunes femmes sont portées disparues depuis 20 ans,.
Le 18 décembre 2000, un premier corps est retrouvé à l'endroit désigné par Émile Louis. Les tests ADN démontreront que le corps appartient à Jacqueline Weis, une jeune fille de la DDASS qui avait vécu chez lui à titre de famille d'accueil. Un second corps est découvert, le 4 janvier 2001, et sera identifié comme appartenant à Madeleine Dejust, une de ses maîtresses. 
En janvier 2001, Chantal Paradis, la seconde épouse d'Émile Louis, porte plainte contre lui à Draguignan pour viol et tortures commis sur elle après l'avoir droguée aux médicaments entre 1992 et 1995, ainsi que sur sa fille Karine, issue de son premier mariage, alors âgée de 14 ans. 
Karine a d'ailleurs déposé plainte en janvier 2000 contre son beau-père pour agressions sexuelles.
Émile Louis reconnaît les faits devant les enquêteurs puis nie tout en bloc et clame son innocence.

### Condamné vingt-trois ans après
Le 14 février 2001, Émile Louis est mis en examen pour viols et acte de barbarie sur sa dernière épouse et la fille de celle-ci.
Le 17 décembre 2001, Émile Louis est entendu au palais de justice d'Auxerre.
Le 23 décembre 2001, Le Journal du Dimanche révèle que l'enquête administrative du procureur général à la Cour d'appel de Paris, Jean-Louis Nadal, confirme la disparition du palais de justice d'Auxerre de la quasi-totalité des dossiers de 1958 à 1982 clos par un non-lieu.
Le 26 mars 2004, il est condamné en première instance par la cour d'assises du Var siégeant à Draguignan à 20 ans de réclusion, assortie d'une période de sûreté des deux tiers, pour viols avec actes de torture et de barbarie sur sa seconde épouse et viols sur sa belle-fille, commis à Draguignan au début des années 1990.
Le 17 novembre 2004, la meilleure amie de Jacqueline Weis, enfant de la DDASS, l'une des disparues de l'Yonne, affirme que Jacqueline Weis subissait des sévices de la part d'Émile Louis, dont le foyer la recevait à titre de famille d'accueil à Villefargeau. Son corps est retrouvé le 4 janvier 2001 à Rouvray à l'endroit indiqué par l'accusé. Immédiatement après ses aveux, celui-ci se rétracte.
Le 23 novembre 2004, Émile Louis reconnaît le viol et la séquestration d'Anne-Marie Ziegler, rencontrée au milieu des années 1980. Ils étaient voisins de mobile-home dans un camping du Var. Elle n'a pas porté plainte de peur qu'il ne s'en prenne à ses trois enfants.
Le 25 novembre 2004, à l'âge de 70 ans, il est condamné en première instance par la cour d'assises de l'Yonne à la réclusion criminelle à perpétuité avec peine de sûreté de 18 ans, après onze ans de procédures judiciaires pour les sept viols et assassinats de l'affaire des disparues de l'Yonne. Il est également condamné à verser 60 000 € de dommages et intérêts au titre du préjudice moral aux enfants de Bernadette Lemoine et Françoise Lemoine, 30 000 € à la mère de Chantal Gras, 15 000 € aux sœurs et frères des sept victimes, et 5 000 € à chacune des quinze parties civiles au titre des frais de procédure. 
Comme il ne pouvait pas verser de tels montants, c'est l'État, via la commission d'indemnisation des victimes d'infractions (CIVI), qui a dédommagé les parties civiles. 
Les familles des victimes réclament de poursuivre le procès pour savoir ce qui est arrivé aux cinq des sept disparues dont les corps ne furent pas retrouvés. Émile Louis a fait appel.
Le 12 octobre 2005, la fille aînée d'Émile Louis, Marilyne Vinet, entendue comme témoin au procès de Draguignan, déclare avoir été violée par son père alors qu'elle avait 5 ans puis 19 ans. 
Elle affirme également avoir assisté à l'âge de 10 ans environ au meurtre d'une jeune fille éventrée par son père dans un bois à Saint-Florentin (à 30 km au nord-est d'Auxerre). 
Elle a publié un livre Être la fille d'Émile Louis dans lequel elle le qualifie de prédateur.
Le 14 octobre 2005, il est condamné par la cour d'appel des Bouches-du-Rhône à une peine de 30 ans de réclusion, soit 10 ans de plus qu'en première instance, assortie d'une période de sûreté des deux tiers, pour viols avec actes de torture et de barbarie sur sa seconde épouse et des viols sur sa belle-fille, commis à Draguignan au début des années 1990. 
Cette condamnation vient en plus de sa peine de réclusion à perpétuité pour l'affaire des disparues de l'Yonne.
Le 27 juin 2006, les douze jurés de la cour d'appel de Paris confirment une peine identique à la première instance pour l'affaire des disparues de l'Yonne : réclusion criminelle à perpétuité avec peine de sûreté de 18 ans et dédommagement des familles de victimes. La Cour de cassation confirme cette condamnation le 13 septembre 2007.

### Mort
Emprisonné à la maison centrale d'Ensisheim, il est transféré en raison de troubles neurologiques dans une unité sécurisée de l'hôpital de Nancy le 14 octobre 2013. Il y meurt quelques jours plus tard, le 20 octobre 2013, à l'âge de 79 ans,.
Il a été démontré dès le début de cette interminable affaire une négligence coupable et un défaut de professionnalisme patent de la part du Parquet d'Auxerre, largement repris dans les médias à l'époque, mais aucune sanction ne fut prise envers les magistrats concernés, et ce malgré l’intervention de la Garde des Sceaux de l’époque, Marylise Lebranchu.

## Liste des victimes connues[26]

### Victimes confirmées
- Françoise Lemoine, 27 ans, disparue en mars 1975.
- Christine Marlot, 15 ans, disparue le 23 janvier 1977.
- Jacqueline Weiss, 18 ans, disparue le 4 avril 1977, retrouvée morte, le 18 décembre 2000, sur les aveux d'Émile Louis.
- Chantal Gras, 18 ans, disparue le 21 avril 1977.
- Madeleine Dejust, 21 ans, disparue en juillet 1977, retrouvée morte, le 4 janvier 2001, sur les aveux d'Émile Louis.
- Bernadette Lemoine, 19 ans, disparue en mars 1978.
- Martine Renault, 16 ans, disparue le 26 septembre 1979.

### Victimes soupçonnées
- Lucette Évain, disparue le 9 février 1970, retrouvée morte de manière suspecte le lendemain[27].
- Marie-Jeanne Coussin, disparue en 1975, retrouvée morte le 3 décembre 2018, et identifiée en 2024[28],[29],[30].
- Élisabeth Fontaine, disparue le 10 janvier 1979, et retrouvée morte de manière suspecte huit jours plus tard[27].
- Sylviane Lesage, disparue le 20 février 1981, retrouvée morte le 5 juillet 1981.
- Ségolène Werner, morte de manière suspecte, le 25 novembre 1986.

## Personnalité et santé
Émile Louis était en proie à des pulsions sexuelles violentes et il a été diagnostiqué comme une forteresse qui entourait un vide affectif sidéral. 
Émile Louis portait en lui les caractéristiques de ses victimes. Elles incarnaient ce qu'il haïssait en lui, d'où sa violence sexuelle et prédatrice avec « ses sœurs de misères » selon ses mots. Il exprimait le désir de se retirer du monde.
Il a été marqué par des troubles affectifs profonds et par sa non-relation à ses parents qu'il n'a jamais connus. 
Il était menteur. Sa mère adoptive était autoritaire et froide, trait de personnalité dont il s'imprègnait entièrement.
Il était en même temps décrit comme un homme gentil, serviable, à l'écoute et affectueux, un confident, un père, qui apportait beaucoup à des jeunes en manque d'affection et de reconnaissance.
Émile Louis souffrait d'une cardiopathie coronarienne et d'un diabète qui l'obligeait à recevoir des injections d'insuline quotidiennes.

### Documentaires télévisés
- « Mystérieuses disparitions » le 19 novembre 2000 dans Faites entrer l'accusé présenté par Christophe Hondelatte sur France 2.
- « Émile Louis, les disparues de l'Yonne » en août 2005, juin 2007 et juin 2009 dans Faites entrer l'accusé présenté par Christophe Hondelatte sur France 2.
- « Disparues de l'Yonne : enquête sur la terrible face cachée d'Émile Louis « le 23 septembre 2009 dans 90' faits divers sur TMC.
- « Émile Louis : l'affaire des disparues de l'Yonne » dans Affaires criminelles le 27 décembre 2009 sur NT1, puis le 5 février 2011 sur Toute l'Histoire.
- « les disparues de l'Yonne » (premier reportage) le 26 octobre 2013 dans Chroniques criminelles sur NT1.
- « Émile Louis : le boucher de l'Yonne », deuxième reportage du « Spécial : ils ont fait trembler la France » le 27 avril 2015 dans Crimes sur NRJ 12.
- Disparues de l'Yonne, la série documentaire sur France 3.
- " La conspiration du silence " saison 1 et 2 France TV

### Émission radiophonique
- « L'intégrale : Émile Louis et l'affaire des Disparues de l'Yonne » dans L'Heure du crime de Jacques Pradel sur RTL.